# Spoorlijn Saint-Hilaire-de-Chaléons - Paimbœuf
De spoorlijn Saint-Hilaire-de-Chaléons - Paimbœuf was een Franse spoorlijn van Sainte-Pazanne naar Pornic. De lijn was 27,1 km lang en heeft als lijnnummer 537 000.

## Geschiedenis
De lijn werd geopend door de Compagnie des chemins de fer nantais op 11 september 1875. Personenvervoer werd opgeheven op 15 mei 1939. Goederenvervoer was er tot 24 juli 1998.

## Aansluitingen
In de volgende plaats was er een aansluiting op de volgende spoorlijn:
Saint-Hilaire-de-Chaléons
RFN 536 000, spoorlijn tussen Sainte-Pazanne en Pornic